# Repræsentanternes hus (New Zealand)
 "Repræsentanternes hus" omdirigeres hertil. For andre betydninger af Repræsentanternes hus, se Repræsentanternes hus (flertydig).
Repræsentanternes Hus er New Zealands parlamentariske kammer. Huset vedtager alle love, giver ministre mulighed for at danne udvalg og fører tilsyn med regeringens arbejde. Det er også ansvarligt for at vedtage statens budgetter og godkende statens regnskaber. 
Repræsentanternes hus er et demokratisk valgt organ bestående af repræsentanter kendt som parlamentsmedlemmer. Der er normalt 120 parlamentsmedlemmer, selvom dette antal kan være højere, hvis der er et overskudsmandater.
Repræsentanternes Hus blev oprettet ved New Zealands forfatningslov af 1852, en lov fra det britiske parlament, der oprettede et tokammer parlament; dog blev overkammeret, det lovgivende råd, afskaffet i 1950. Parlamentet fik fuld kontrol over alle anliggender i New Zealand i 1947 med vedtagelsen af statutten for Westminster Adoption Act.